# Перепис населення України (2001)
Перепис населення України 2001 року — перший усеукраїнський перепис населення, що відбувся 5 грудня 2001 року в Україні. Перепис населення України 2001 року став першим і єдиним переписом населення незалежної України.

## Історія
У жовтні 2000 року Верховна Рада України ухвалила Закон України «Про Всеукраїнський перепис населення» — основний нормативний документ, який визначив правові, економічні та організаційні основи проведення перепису. Перепис населення станом на 5 грудня 2001 року був першим переписом населення України як суверенної держави. Уперше з'явилася можливість користуватись не стандартною програмою (однаковою для всіх республік колишніх СРСР), а самовизначитися в потребах щодо змісту необхідної інформації, враховуючи нестандартну ситуацію в житті суспільства.
Методика перепису мала відобразити результати пов'язаних із реформами змін у суспільстві й, разом з тим, забезпечити максимальну порівнянність його підсумків із даними попередніх переписів. Цього вдалося в основному досягнути, оскільки програма перепису була значно ширшою, ніж програми попередніх. Вона містила такі блоки інформації: склад та родинні стосунки членів домогосподарства, статево-вікова характеристика особи та місце її народження, шлюбно-сімейний стан, включно з кількістю народжених дітей і тих, які залишилися живими (для жінок старше 15 років), етнічне походження, мовні ознаки, громадянство, рівень освіти, зайнятість, джерела засобів до існування, міграційна активність, житлові умови, наявність земельних ділянок сільськогосподарського призначення, їхня площа та правова форма власності.
Повні результати перепису опубліковані 2002—2004 роках у 14 тематичних збірниках (17 томах), 7 із них — на CD-дисках та 10 — у мережі Інтернет (на вебсайті Державної служби статистики України).

## Результати

### Кількісні показники
Загальна кількість населення України у 2001 році становила 48 млн 457 тис. осіб. Населення за типом місця проживання:
- міського населення — 32 млн 574 тис. осіб (67,2 %)
- сільського населення — 15 млн 883 тис. осіб (32,8 %)

Населення за статтю:
- чоловіків — 22 млн 441 тис. осіб (46,3 %)
- жінок — 26 млн 16 тис. осіб (53,7 %)

За роки, що минули після перепису населення 1989 року, кількість міст в Україні збільшилась на 20 і на дату Всеукраїнського перепису населення склала 454 міста.

### Національний склад населення

Українці в Україні за переписом 2001 року.

Національний склад населення України за переписом 2001 року:
українці
росіяни
інші національності
білоруси
молдавани
кримські татари
болгари
угорці
румуни
поляки
євреї
вірмени
греки
німці
інші національності

За даними Всеукраїнського перепису населення, на території країни проживали представники понад 130 національностей і народностей.
У національному складі населення України переважна більшість українців, чисельність яких становила 37541,7 тис. осіб, або 77,8 % від загальної кількості населення. За роки, що минули від перепису населення 1989 року, чисельність українців зросла на 0,3 %, а їх питома вага серед мешканців України — на 5,1 відсоткового пункту.
Друге місце за чисельністю посідали росіяни. Їх кількість порівняно з переписом 1989 року зменшилася на 26,6 % і нараховувала на дату перепису 8334,1 тис. осіб. Питома вага росіян у загальній чисельності населення зменшилась на 4,8 відсоткового пункту і становила 17,3 %.

### Мовний склад населення
Українську мову вважали рідною 67,5 % населення України, що на 2,8 відсоткового пункту більше, ніж за даними перепису 1989 року. Російську мову визначили як рідну 29,6 % населення, у порівнянні з минулим переписом населення цей показник зменшився на 3,2 відсоткового пункту. Частка інших мов, які були вказані як рідна, за міжпереписний період збільшилася на 0,4 відсоткового пункту і становила 2,9 %.

## Значення
Всеукраїнський перепис населення 2001 року, бувши першим переписом населення України як суверенної держави, став важливою віхою не лише в демографічній історії України, а й в історії її державотворення, оскільки він забезпечив цей процес необхідною інформаційною базою щодо суб'єкта суспільства, його соціально-економічне й політичне життя на переломному етапі буття нації.